# Lòng ống

Mặt cắt ngang của ruột. Lòng ống (Lumen).

Trong sinh học, lòng ống (hay xoang, tiếng Anh: lumen, số nhiều: lumina) là không gian rỗng bên trong của một cấu trúc hình ống, chẳng hạn như động mạch hoặc ống ruột.
Lòng ống bao gồm:
- Phần bên trong của mạch máu, chẳng hạn như trong động mạch, tĩnh mạch hoặc mao mạch, nơi dòng máu chảy qua.
- Phần bên trong của ống tiêu hóa[2]
- Đường đi của phế quản trong phổi
- Phần bên trong của nephron và ống góp
- Các ống trong sinh dục nữ: âm đạo, tử cung, ống Fallop.

Trong sinh học tế bào, xoang (hay khoang) là một không gian ngăn cách bởi màng nằm trong một số bào quan, thành phần hoặc cấu trúc tế bào như:
- thylakoid, lưới nội sinh chất, bộ Golgi, lysosome, ty thể hoặc vi ống

## Can thiệp trong lòng ống
Can thiệp trong lòng ống là các thủ tục ngoại khoa, bao gồm:
- Phẫu thuật nội soi qua lỗ tự nhiên (Natural orifice transluminal endoscopic surgery, NOTES) trong lòng dạ dày, âm đạo, bàng quang hoặc đại tràng
- Can thiệp trong lòng ống các mạch máu, chẳng hạn như kỹ thuật X quang can thiệp (interventional radiology, IR): 
  - tạo hình mạch vành (angioplasty) qua da
  - nong van 2 lá (commissurotomy) qua da